# 泰穆拉河
泰穆拉河是俄羅斯的河流，屬於下通古斯河的左支流，由克拉斯諾亞爾斯克邊疆區負責管轄，河道全長454公里，流域面積32,500平方公里，河水主要來自雨水和融雪，每年十月至翌年五月結冰。